# Jack Donohue (Basketballtrainer)
John Patrick „Jack“ Donohue (* 4. Juni 1931 in New York City, Vereinigte Staaten; † 16. April 2003 in Ottawa, Kanada) war ein US-amerikanisch-kanadischer Basketballtrainer.

## Laufbahn
Donohue studierte bis 1952 an der Fordham University und erlangte einen Abschluss im Fach Wirtschaft. Von 1950 bis 1952 war er auch Assistenztrainer von Fordhams Basketballmannschaft. In den Jahren 1953 und 1954 leistete er seinen Wehrdienst bei der US-Armee ab und erlangte danach an der New York University einen weiteren Hochschulabschluss im Fach Gesundheitserziehung. Ab 1954 war er Basketballtrainer an der St. Nicholas Tolentine High School in der Bronx. Er blieb fünf Jahre im Amt.
Von 1959 bis 1965 war Donohue Trainer der Power Memorial Academy in New York City. Zu den Spielern, die er dort betreute, gehörte Lew Alcindor (nach seiner Namensänderung Kareem Abdul-Jabbar). Donohue führte die Mannschaft zu 71 Siegen in Folge und insgesamt zu einer Bilanz von 163 Siegen und 30 Niederlagen.
Er arbeitete von 1965 bis 1972 als Trainer der Hochschulmannschaft des College of the Holy Cross in Worcester (US-Bundesstaat Massachusetts). Donohue führte die Mannschaft zu 106 Siegen (bei 66 Niederlagen).
Zwischen 1972 und 1988 hatte er das Amt des kanadischen Nationaltrainers inne. Er betreute die Auswahl Kanadas bei den Olympischen Sommerspielen 1976, 1984 und 1988. Des Weiteren gelang Kanada unter Jack Donohue die Qualifikation für die Olympischen Spiele 1980, an denen Kanada des Boykotts wegen jedoch nicht teilnahm. Donohue befürwortete den Verzicht auf das Antreten bei Olympia 1980. 1976 und 1984 wurde Kanada unter seiner Leitung Olympia-Vierter.
1983 führte Donohue Kanadas Studentennationalmannschaft zum Gewinn der Universiade in Edmonton, bei der Universiade 1985 errang er mit der Auswahl die Bronzemedaille. 1978 und 1982 wurde Kanadas Nationalmannschaft unter Donohue Sechster der Weltmeisterschaft.
1991 wurde er in die Ruhmeshalle des Olympischen Sports in Kanadas aufgenommen und 1992 in jene des kanadischen Basketballverbands. 2013 fand Donohue Aufnahme in die Ruhmeshalle des Basketballweltverbands FIBA.
Mit seiner Ehefrau Jane hatte er sechs Kinder.